# Paola Espinosa
Paola Milagros Espinosa Sánchez (Ciudad de México, México, 31 de julio de 1986) es una ex clavadista mexicana que compitió en cuatro ocasiones en los Juegos Olímpicos.
En 1987 la familia Espinosa Sánchez llegó a La Paz, Baja California Sur proveniente de Ciudad de México, con Paola, de apenas nueve meses.
En Atenas 2004, siendo su especialidad los saltos en plataforma de 10 metros, alcanzó el duodécimo lugar en la modalidad individual así como el quinto en saltos sincronizados.
El 8 de agosto de 2008 fue abanderada de la selección nacional mexicana en la Ceremonia de apertura de los Juegos Olímpicos de Pekín 2008 en el Estadio Nacional de Pekín. El 12 de agosto de 2008 ganó la medalla de bronce con un puntaje de 330,06 en la prueba de sincronizados en plataforma de 10 metros. En dicha prueba participó junto con su compañera de salto, Tatiana Ortiz, quien también resultó medallista olímpica.
El sábado 18 de julio de 2009, en el Campeonato Mundial de Natación celebrado en Roma, Italia, obtuvo la medalla de oro en plataforma de 10 metros, con una puntuación de 428,25, en tanto que la plata quedó en poder de la china Chen Ruolin –quien es monarca olímpica– con 417,60, y el bronce fue a dar a las manos de la también china Kang Li, con 410,35.
El martes 31 de julio de 2012, en los Juegos Olímpicos de Londres, Reino Unido, obtuvo la medalla de plata en plataforma de 10 metros sincronizados junto a Alejandra Orozco Loza, con una puntuación de 343,32.

## Retiro
El 9 de mayo de 2022, Paola Espinosa se retira de las competencias de clavados debido a la mala gestión de la CONADE dirigida por Ana Gabriela Guevara después de 28 años de trayectoria.

## Otros títulos
Igualmente fue campeona de Centroamérica y del Caribe en Mayagüez 2010.

## Trayectoria
El 14 de octubre de 2011 fue la encargada de encender el pebetero de los XVI Juegos Panamericanos con sede en Guadalajara, Jalisco.

### Juegos Olímpicos

#### Beijing 2008
Obtuvo la medalla de bronce en clavados sincronizado desde la plataforma de 10 metros, junto a Tatiana Ortiz, durante los Juegos olímpicos de Pekín 2008. Cabe señalar que, en dicho certamen, Paola fue la encargada de encabezar a la delegación mexicana durante la ceremonia de inauguración, llevando consigo la bandera nacional. En la prueba individual quedó en cuarto lugar mientras que Tatiana en quinto.

#### Londres 2012
Obtuvo la medalla de plata en clavado sincronizado desde la plataforma de 10 metros, junto a Alejandra Orozco Loza, durante los Juegos olímpicos de Londres 2012. Cabe señalar que en dicha competencia festejaba su cumpleaños número 26. Se convierte en la primera deportista mexicana obtener dos preseas en distintas justas olímpicas. En prueba individual quedó en sexto

#### Río 2016
Compitió en la plataforma de 10 metros, junto a Alejandra Orozco, durante los Juegos olímpicos de Río 2016 y quedó sexta, mientras que individualmente quedó cuarta.

#### Tokio 2020
Paola Espinosa y Melany Hernández perdieron su lugar olímpico en junio pasado, después de quedar en tercer lugar dentro del Control Técnico organizado por la Federación Mexicana de Natación en el cual Dolores Hernández y Carolina Mendoza consiguieron representar a México en las competencias de tres metros sincronizadas femenil alcanzando el 4.º lugar situación que Paola crítico aludiendo que ella debió ser la competidora y asumiendo que hubiera ganado una medalla, fue duramente criticada por millones de personas y celebridades.

### Campeonatos mundiales

#### Barcelona 2003
Junto a su compañera Laura Sánchez, logra el tercer lugar en clavado sincronizado sobre trampolín de 3 metros y, con ello, conquistan la medalla de bronce.

#### Roma 2009
Roma fue el escenario en el que Paola logra ser campeona mundial al conseguir, con calificaciones perfectas, el primer lugar en la plataforma de 10 metros. Su triunfo la convirtió en la primera clavadista mexicana en obtener un título mundial. 

#### Shanghái 2011
Durante el campeonato mundial del 2011, Paola no pudo refrendar su título, al ser superada en las calificaciones por las chinas Chen Ruolin y Hu Yadan; y de esta manera quedarse con el bronce.

### Juegos Panamericanos
Durante los Juegos Panamericanos celebrados en Santo Domingo obtuvo, junto a Laura Sánchez, dos medallas de plata en clavados sincronizados, la primera en trampolín de tres metros y la otra en plataforma de 10 metros.  Cuatro años después tuvo un desempeño aún más sobresaliente al conseguir tres medallas de oro y una de plata. El 26 de octubre de 2011, en la ciudad de Guadalajara, Jalisco, México, ganó la presea dorada en plataforma de 10 metros.

### Juegos Centroamericanos y del Caribe
Fue reconocido su triunfo de ser la primera deportista con el mayor número de medallas de la selección de  México 
en los juegos de Mayagüez 2010.

#### Juegos Centroamericanos y del Caribe de Mayagüez 2010
Su desempeño en la vigésima primera edición de los juegos, se identificó por ser la primera deportista con el mayor número de medallas entre todos los participantes del evento, con un total de 3 medallas:

- , Medalla de oro: 10 m Plataforma
- , Medalla de oro: 1 m Trampolín
- , Medalla de oro: 3 m Trampolín

### Universiadas
En la universiada de Kazán (República de Tartaristan) 2013 logró el bronce en sincronizado y el cuarto lugar en prueba individual.

### Premio nacional del deporte
El 28 de noviembre del 2019 le fue entregada la medalla premio nacional del deporte 2019 en la categoría trayectoria deportiva.